# Federico II di Babenberg
Federico II di Babenberg, detto il Litigioso o il Bellicoso (in tedesco der Streitbare; Wiener Neustadt, 25 aprile 1211 – fiume Leita, 15 giugno 1246), fu duca d'Austria e duca di Stiria dal 1230 fino alla sua morte. Fu anche margravio di Carniola dal 1245 fino alla sua morte.

## Biografia
Federico II era il secondo, ma l'unico sopravvissuto dei figli di Leopoldo VI e Teodora Angelina, principessa bizantina. La sua prima moglie, Sofia Lascarina, era un'altra principessa bizantina della dinastia dei Lascaris, e la sua seconda moglie era Agnese di Merania, figlia di Ottone II di Borgogna e Beatrice II di Borgogna; Agnese in seguito sposò Ulrico III di Carinzia. Con lui finì la linea principale dei Babenberg.
Federico era conosciuto col soprannome di il Litigioso per le frequenti guerre che combatté con i territori presso l'Austria, dapprima con il regno d'Ungheria, poi con la Baviera ed infine con la Boemia. Persino la famiglia dei Kuenringer, che da sempre erano stati fedeli vassalli della casata regnante, ad insorgere contro questa "politica suicida" nella rivolta della nobiltà contro Federico II d'Austria. Ma molto più pericolose erano le dispute con l'Imperatore Federico II, che lo privò dei propri domini nel 1236.
Durante gli anni del suo bando, Vienna divenne una città libera dell'impero e rimase in questa condizione per diversi anni. Comunque, riuscì a mantenere i propri domini a Wiener Neustadt. Nel 1239, in uno strabiliante cambio di vedute politiche imperiali, Federico divenne uno dei più importanti alleati dell'imperatore. Erano iniziati infatti i negoziati per elevare Vienna a vescovato e l'Austria (inclusa la Stiria) a regno. In ogni caso, la nipote del duca, Gertrude avrebbe dovuto sposare il cinquantenne imperatore, ma la giovane ragazza si rifiutò.
Negli anni successivi riuscì a succedere alla marca di Carniola dopo la morte di Ottone III di Borgogna, ma alla sua morte il dominio passò al duca di Carinzia Ulrico III.
Il Duca Federico morì infine nella battaglia del fiume Leita contro il re Béla IV d'Ungheria. Venne sepolto nell'abbazia di Heiligenkreuz.
Come l'ultimo della sua casata, Federico di Babenberg rappresenta il termine di un periodo significativo della storia dell'Austria. Con i suoi piani ambiziosi di espansione, spesso mal coniugati con un carattere istintivo, egli lasciò terreno non facile per il suo successore Rodolfo IV. Con il Privilegium minus inoltre anche le donne potevano ereditare, quindi sua sorella Margherita e sua nipote Gertrude erano in lista per succedergli al trono. Gertrude dapprima sposò Vladislao di Boemia, che morì presto, quindi Ermanno VI di Baden-Baden, che non la aiutò a mantenere i propri domini in Austria, e successivamente sposò Romano di Halicz, un parente del re d'Ungheria. Margherita sposò Ottocaro II di Boemia, più giovane di lei di vent'anni. Secondo il testamento (mai reso effettivo) di Federico II, duca di Austria e Stira sarebbe dovuto diventare il figlio (l'unico sopravvissuto) di Margherita e del primo marito (Enrico VII di Hohenstaufen, figlio dell'Imperatore Federico II), ma il giovane morì nel 1251.

## Ascendenza
|                          |                  |                           | Genitori                 |  |  | Nonni |  |  | Bisnonni               |  |  | Trisnonni                 |  |
|                          |                  |                           |                          |  |  |       |  |  | Enrico II di Babenberg |  |  | Leopoldo III di Babenberg |  |
|                          |                  |                           |                          |  |  |       |  |  | Enrico II di Babenberg |  |  | Leopoldo III di Babenberg |  |
|                          |                  | Agnese di Waiblingen      |                          |  |  |       |  |  | Enrico II di Babenberg |  |  |                           |  |
| Leopoldo V di Babenberg  |                  |                           |                          |  |  |       |  |  | Enrico II di Babenberg |  |  |                           |  |
|                          |                  | Teodora Comnena           | Andronico Comneno        |  |  |       |  |  |                        |  |  |                           |  |
|                          |                  | Teodora Comnena           | Andronico Comneno        |  |  |       |  |  |                        |  |  |                           |  |
|                          |                  | Teodora Comnena           | Irene                    |  |  |       |  |  |                        |  |  |                           |  |
| Leopoldo VI di Babenberg |                  | Teodora Comnena           |                          |  |  |       |  |  |                        |  |  |                           |  |
|                          |                  | Géza II d'Ungheria        | Béla II d'Ungheria       |  |  |       |  |  |                        |  |  |                           |  |
|                          |                  | Géza II d'Ungheria        | Béla II d'Ungheria       |  |  |       |  |  |                        |  |  |                           |  |
|                          |                  | Géza II d'Ungheria        | Elena di Rascia          |  |  |       |  |  |                        |  |  |                           |  |
| Elena d'Ungheria         |                  | Géza II d'Ungheria        |                          |  |  |       |  |  |                        |  |  |                           |  |
|                          |                  | Efrosin'ja Mstislavna     | Mstislav I di Kiev       |  |  |       |  |  |                        |  |  |                           |  |
|                          |                  | Efrosin'ja Mstislavna     | Mstislav I di Kiev       |  |  |       |  |  |                        |  |  |                           |  |
|                          |                  | Efrosin'ja Mstislavna     | Ljubava Dmitr'evna       |  |  |       |  |  |                        |  |  |                           |  |
| Federico II di Babenberg |                  | Efrosin'ja Mstislavna     |                          |  |  |       |  |  |                        |  |  |                           |  |
|                          | Alessio Vatatzes | Teodoro Vatatzes          |                          |  |  |       |  |  |                        |  |  |                           |  |
|                          | Alessio Vatatzes | Teodoro Vatatzes          |                          |  |  |       |  |  |                        |  |  |                           |  |
|                          | Alessio Vatatzes | Eudocia Comnena           |                          |  |  |       |  |  |                        |  |  |                           |  |
| Isacco Comneno Vatatzes  | Alessio Vatatzes |                           |                          |  |  |       |  |  |                        |  |  |                           |  |
|                          |                  | Maria Pegonitissa         | …                        |  |  |       |  |  |                        |  |  |                           |  |
|                          |                  | Maria Pegonitissa         | …                        |  |  |       |  |  |                        |  |  |                           |  |
|                          |                  | Maria Pegonitissa         | …                        |  |  |       |  |  |                        |  |  |                           |  |
| Teodora Angelina         |                  | Maria Pegonitissa         |                          |  |  |       |  |  |                        |  |  |                           |  |
|                          |                  | Alessio III Angelo        | Andronico Angelo         |  |  |       |  |  |                        |  |  |                           |  |
|                          |                  | Alessio III Angelo        | Andronico Angelo         |  |  |       |  |  |                        |  |  |                           |  |
|                          |                  | Alessio III Angelo        | Eufrosina Castamonitissa |  |  |       |  |  |                        |  |  |                           |  |
| Anna Comnena Angelina    |                  | Alessio III Angelo        |                          |  |  |       |  |  |                        |  |  |                           |  |
|                          |                  | Eufrosina Ducena Camatera | Andronico Camatero       |  |  |       |  |  |                        |  |  |                           |  |
|                          |                  | Eufrosina Ducena Camatera | Andronico Camatero       |  |  |       |  |  |                        |  |  |                           |  |
|                          |                  | Eufrosina Ducena Camatera | …                        |  |  |       |  |  |                        |  |  |                           |  |
|                          |                  | Eufrosina Ducena Camatera |                          |  |  |       |  |  |                        |  |  |                           |  |